# 刘广文
刘广文（1887年—1955年），字绍品，广东潮安龙口乡人，南洋华人企业家与慈善家。  刘广文发迹于麻坡，同盟会成员，曾参与支持孙中山革命。刘广文非常热心于慈善事业，常常捐资办学与办教会，他所资助的学校有星洲浚源学校与星洲幼儿园（新加坡）。 并于1929年与数位麻坡慈善家共同创办了培华学校（今利丰港培华小学、利丰港培华国民型华文中学与利丰港培华独立中学）。 于1922年也与其兄长刘广厚以及数位教会人士号召信徒创办了中华自立基督教会（今呀旺笃信圣经长老会、呀旺基督教会），并成为该教会的长老。其长子刘福安也在该教会任长老，并于1972年，经杜祥辉牧师的邀请并帮助下，重建教会并加入马新笃信圣经长老会（Bible Presbyterian Church in Singapore and Malaysia）。

## 家庭
刘广文与妻子陈氏育有三子（包括一养子），四女。三名儿子分别是：长子刘锡龄（刘福安），次子刘锡章（刘福光），养子刘锡鑫。